# Monte Venturosa
Il Monte Venturosa, alto 1.999 m s.l.m., è una montagna della Val Brembana, nelle Prealpi Orobie, in provincia di Bergamo.
Si presenta come una bella cuspide che sfiora i 2.000 m di altezza, con creste e guglie rocciose che affiorano dai prati da pascolo. Si trova tra il Passo Grialeggio e il Passo Baciamorti, appena a nord del Monte Cancervo.

## Accessi
Il Venturosa è relativamente semplice da raggiungere se si passa dalla via principale che parte dalla strada che porta da Brembella (930 m) a Cespedosio (1093 m), due frazioni di Camerata Cornello. Si prende una carrareccia cementata (con indicazioni) e la si segue nel bosco, fino a quando si trasforma in un sentiero che a zig zag sale ai 1707 m del Passo Grialeggio. Da qui prendendo a destra si comincia a risalire il versante sud della montagna, si passa dalla baita Del Giacom (1834 m) e per comodo sentiero si arriva alla croce di vetta (2,30 h di cammino), con bella vista sulla Val Brembana, Resegone e Grigne nonché il Monte Rosa nelle giornate più limpide.
È possibile arrivarvi facilmente anche dalla vetta del Monte Cancervo (1835 m), scendendo verso nord al vicino Passo Grialeggio e seguendo l'ultima parte del percorso precedentemente descritto.